# East End (Arkansas)
East End is een plaats (census-designated place) in de Amerikaanse staat Arkansas, en valt bestuurlijk gezien onder Saline County.

## Demografie
Bij de volkstelling in 2000 werd het aantal inwoners vastgesteld op 5623.

## Geografie
Volgens het United States Census Bureau beslaat de plaats een oppervlakte van
52,7 km², waarvan 52,1 km² land en 0,6 km² water.

## Plaatsen in de nabije omgeving
De onderstaande figuur toont nabijgelegen plaatsen in een straal van 16 km rond East End.